# كين بيل
كين بيل هو مصور كندي، ولد في 30 يوليو 1914 في تورونتو في كندا، وتوفي في 26 يونيو 2000 في Gibsons ‏ في كندا.